# Protochelifer
Protochelifer es un género de arácnido del orden Pseudoscorpionida de la familia Cheliferidae.

## Especies
Las especies de este género son:
- Protochelifer australis (Tubb, 1937)
- Protochelifer brevidigitatus (Tubb, 1937)
- Protochelifer cavernarum Beier, 1967
- Protochelifer exiguus Beier, 1976
- Protochelifer naracoortensis Beier, 1968
- Protochelifer novaezealandiae Beier, 1948
- Protochelifer victorianus Beier, 1966